# 河濱博物館
河濱博物館（英語：Riverside Museum），又譯河岸運輸博物館，是位於英國蘇格蘭格拉斯哥的一座博物館，也是格拉斯哥交通博物館的新擴展部分。

## 历史
竣工於2011年6月20日，並在次日對公眾開放。2013年5月18日，博物館獲得了2013年欧洲年度博物馆。2013年全年，有740,276名遊客造訪了河濱博物館。2015年，有1,131,814名游客造访河滨博物馆，是苏格兰第五受欢迎的景点。

## 外部連結
- 官方网站
- Riverside Museum - Clyde Waterfront project details （页面存档备份，存于）

55°51′54″N 4°18′23″W / 55.8651°N 4.30638°W